# Список 100 світових інтелектуалів
Список 100 найкращих публічних інтелектуалів — список публічних інтелектуалів зі всього світу, які проявляють велику активність у суспільному житті. Уперше з'являвся на основі двох опитувань читачів часописів «Prospect Magazine» (Велика Британія) та «Foreign Policy» (США) (в листопаді 2005 року та червні 2008 року). 

## 2005
1. Ноам Чомскі
2. Умберто Еко
3. Докінз Річард
4. Гавел Вацлав
5. Гітченс Крістофер
6. Пол Круґман
7. Габермас Юрґен
8. Амартія Сен
9. Джаред Даймонд
10. Салман Рушді
11. Наомі Кляйн
12. Ширін Ебаді
13. Ернандо де Сото
14. Бйорн Ломборг
15. Абдолкарім Соруш
16. Томас Фрідман
17. Бенедикт XVI
18. Ерик Гобсбаум
19. Пол Вулфовіц
20. Каміла Пал'я
21. Френсіс Фукуяма
22. Бодріяр Жан
23. Славой Жижек
24. Деніел Денет
25. Фрімен Дайсон
26. Стівен Пінкер
27. Джефрі Сакс
28. Семюел Гантінґтон
29. Варґас Льоса Маріо
30. Алі ас-Сістані
31. Едвард Вілсон
32. Річард Познер
33. Пітер Сінгер
34. Бернард Л'юіс
35. Фарід Закаріа
36. Беккер Гері
37. Майкл Ігнатьєв
38. Ачебе Чинуа
39. Ентоні Гіденс
40. Лоуренс Лессіг
41. Річард Рорті
42. Ягдіш Бхагваті
43. Фернанду Енріке Кардозу
44. Джон Максвелл Кутзее
45. Наял Фергюсон
46. Аяан Хірсі Алі
47. Стівен Вайнберг
48. Юлія Кристева
49. Джермен Ґрір
50. Антоніо Негрі
51. Рем Кольхас
52. Тімоті Ґартон Еш
53. Марта Нусбаум
54. Ферит Орхан Памук
55. Кліфорд Гірц
56. Юсуф аль-Карадаві
57. Генрі Л'юіс Гейтс
58. Тарік Рамадан
59. Амос Оз
60. Лері Самерс
61. Ганс Кюнг
62. Роберт Каган
63. Пол Кенеді
64. Деніел Канеман
65. Сарі Хусейбе
66. Воле Шоїнка
67. Кемал Дервіс
68. Майкл Уолцер
69. Гао Сінцянь
70. Говард Гарднер
71. Лавлок Джеймс
72. Роберт Х'юджес
73. Алі Мазруі
74. Крейг Вентер
75. Мартін Ріс
76. Джеймс Вілсон
77. Роберт Патнем
78. Петер Слотердайк
79. Сергій Караганов
80. Суніта Нараін
81. Ален Фінкількраут
82. Фан Ганг
83. Флоренс Вамбугу
84. Жиль Кепель
85. Енріке Крауце
86. Ха Джин
87. Нейл Гершенфелд
88. Пол Екман
89. Джерон Ленір
90. Гордон Конвей
91. Павол Демес
92. Елен Скері
93. Роберт Купер
94. Геролд Вармус
95. Прамуд'я Ананта Тур
96. Женг Біджан
97. Кенічі Омае
98. Ванг Джісі
99. Кішоре Махбубані
100. Шинтаро Ішіхара

## 2008
Список з'явився у 2008 році.
1. Фетхуллах Ґюлен
2. Мухаммад Юнус
3. Юсуф Кардаві
4. Орхан Памук
5. Аітцац Ахсан
6. Амр Халед
7. Абдолкарим Соруш
8. Тарік Рамадан
9. Махмуд Мамдані
10. Ширін Ебаді
11. Ноам Чомскі
12. Альберт Ґор
13. Бернард Левіс
14. Умберто Еко
15. Айаан Хірсі Алі
16. Амартія Кумар Сен
17. Фарід Закарія
18. Каспаров Гаррі Кімович
19. Річард Докінс
20. Маріо Варґас Льоса
21. Лі Смолін
22. Юрґен Габермас
23. Салман Рушді
24. Сарі Нусейбе
25. Славой Жижек
26. Вацлав Гавел
27. Крістофер Гітченс
28. Самуель Гантінгтон
29. Пітер Сінгел
30. Пол Кругман
31. Джаред Даймонд
32. Бенедикт XVI
33. Фан Ганг
34. Майкл Ігнатьєв
35. Фернанду Енріке Кардозу
36. Лілія Шевцова
37. Чарльз Тейлор
38. Мартин Вулф
39. Едвард Осборн Вілсон
40. Томас Фрідман
41. Бьорн Ломборг
42. Деніел Денентт
43. Френсіс Фукуяма
44. Рамачандра Гуха
45. Тоні Джадт
46. Стівен Левітт
47. Нуріель Рубіні
48. Джефрі Сакс
49. Ванг Гуі
50. Вілаянур Рамачадран
51. Дрю Джилпін Фауст
52. Лоуренс Лессіг
53. Джон Максвелл Кутзее
54. Фернандо Саватер
55. Воле Шоїнка
56. Ян Ксуетонг
57. Стівен Пінкер
58. Алма Гіллермопріето
59. Суніта Нараїн
60. Аніес Басведан
61. Майкл Волзер
62. Наел Фергюсон
63. Джордж Аїттей
64. Ашис Нанді
65. David Petraeus
66. Olivier Roy
67. Лоуренс Саммерс
68. Martha Nussbaum
69. Robert Kagan
70. Джеймс Лавлок
71. Крейг Вентер
72. Оз Амос
73. Саманта Пауер
74. Лі Куан Ю
75. Hu Shuli
76. Кваме Ентоні Аппіа
77. Малкольм Гладуел
78. Alexander de Waal
79. Gianni Riotta
80. Даніель Баренбойм
81. Therese Delpech
82. William Easterly
83. Minxin Pei
84. Річард Познер
85. Іван Крастєв
86. Енріке Краузе
87. Енн Епплбом
88. Рем Ко́лхас
89. Жак Атталі
90. Paul Collier
91. Естер Дуфло
92. Майкл Спенс
93. Роберт Патнем
94. Гаролд Вармус
95. Говард Гарднер
96. Деніел Канеман
97. Єгор Гайдар
98. Neil Gershenfeld
99. Ален Фінкелькрот
100. Ян Бурума

### Географічний розподіл
Згідно з місцем народження приблизно 40% людей походять зі США та Канади, 25% з Європи та Росії, 22% з Середнього та Близького Сходу, 5% з Латинської Америки, 4% з Африки та 3% з Австралії.